# Esbjerg (gemeente)
Esbjerg is een gemeente in de Deense regio Zuid-Denemarken (Syddanmark) met 115.905 inwoners (2017).
Na de herindeling van 2007 werden de volgende gemeenten bij Esbjerg gevoegd: Bramming, Helle en Ribe.

## Plaatsen in de gemeente
| - Gredstedbro - Vilslev - Jernved - Bramming - Gørding - Tjæreborg - Grimstrup - Ribe - Øster Vedsted | - Store Darum - Egebæk - Nørre Vejrup - Esbjerg - Andrup - Guldager - Roager - Vester Vedsted - Ravnsbjerg | - Bryndum - Vester Nebel - Tarp - Skads - Endrup - Lustrup - Hunderup - Jernvedlund |

## Parochies in de gemeente
| - Bramming - Bryndum - Darum - Farup - Gjesing - Gørding - Grimstrup - Grundtvigs - Guldager - Hjerting - Hjortlund - Hostrup - Hunderup | - Hviding - Jerne - Jernved - Kalvslund - Kvaglund - Mandø - Obbekær - Ribe Domsogn - Roager - Sædden - Sankt Katharine - Seem | - Skads - Sneum - Spandet - Tjæreborg - Treeënigheds - Vejrup - Vester Nebel - Vester Vedsted - Vilslev - Vor Frelsers - Zions |

Aabenraa · Ærø · Assens · Billund · Esbjerg · Faaborg-Midtfyn · Fanø · Fredericia · Haderslev · Kerteminde · Kolding · Langeland · Middelfart · Nordfyn · Nyborg · Odense · Sønderborg · Svendborg · Tønder · Varde · Vejen · Vejle